# Mark Manha
Mark Manha (25 de diciembre de 1975) es un deportista estadounidense que compitió en bádminton. Ganó una medalla de plata en los Juegos Panamericanos de 1999, en la prueba de dobles.

## Palmarés internacional
| Juegos Panamericanos | Juegos Panamericanos | Juegos Panamericanos | Juegos Panamericanos |
| Año                  | Lugar                | Medalla              | Prueba               |
| -------------------- | -------------------- | -------------------- | -------------------- |
| 1999                 | Winnipeg (Canadá)    | Medalla de plata     | Dobles               |